# Andrij Sidelnikow
Andrij Anatolijowycz Sidelnikow (ukr. Андрій Анатолійович Сідельніков, ros. Андрей Анатольевич Сидельников, Andriej Anatoljewicz Sidielnikow; ur. 27 września 1967 w Roweńkach, w obwodzie ługańskim) – ukraiński piłkarz, grający na pozycji obrońcy, a wcześniej pomocnika lub napastnika, były reprezentant Związku Radzieckiego.

## Kariera piłkarska

### Kariera klubowa
Wychowanek klubu Dnipro-75 Dniepropetrowsk. Pierwszy trener - Witalij Musijenko. W 1984 rozpoczął karierę piłkarską w rodzimym klubie Dnipro Dniepropetrowsk. W 1985 rozegrał 5 meczów w składzie Krywbasa Krzywy Róg. W 1986 przeszedł do Dynama Kijów, ale nie potrafił przebić się do podstawowego składu i występował w drużynie rezerw. Po roku powrócił do Dnipra. W 1991 wyjechał do Niemiec, gdzie został piłkarzem SG Wattenscheid 09. Rozegrał tylko 1 mecz i przez konflikt z trenerem Hans-Peter Briegelem był zmuszony grać w drużynie amatorskiej. W 1995 przeszedł do koreańskiego Chunnam Dragons. Sezon 1997 rozpoczął w składzie CSKA Moskwa, ale po pierwszej kolejce po konflikcie z klubem został zwolniony. Potem powrócił do Dnipra, w składzie którego 17 marca 1998 roku debiutował w Wyszczej Lidze w meczu z Czornomorcem Odessa (2:0). W 1999 występował w azerskim FK Gəncə, a potem w drugiej drużynie Czornomorca, w której zakończył karierę piłkarską.

## Kariera reprezentacyjna
W reprezentacji Związku Radzieckiego zadebiutował 23 listopada 1990 roku w wygranym 2:0 towarzyskim meczu z Trynidadem i Tobago. Wcześniej w 1990 roku z kadrą młodzieżową został mistrzem Europy U-20.

## Sukcesy i odznaczenia

### Sukcesy klubowe
- mistrz ZSRR: 1988
- wicemistrz ZSRR: 1989
- zdobywca Pucharu ZSRR: 1989
- zdobywca Superpucharu ZSRR: 1989
- zdobywca Pucharu Federacji Piłki Nożnej ZSRR: 1989
- finalista Pucharu Federacji Piłki Nożnej ZSRR: 1990
- brązowy medalista Mistrzostw Korei Południowej: 1996
- mistrz Azerbejdżanu: 1999

### Sukcesy reprezentacyjne
- mistrz Europy U-20: 1990

### Sukcesy indywidualne
- 2-krotnie wybrany do listy 33 najlepszych piłkarzy ZSRR: Nr 2 (1989, 1990)

### Odznaczenia
- nagrodzony tytułem Mistrza Sportu ZSRR: 1986
- nagrodzony tytułem Mistrza Sportu Klasy Międzynarodowej: 1990